# Phaegoptera hampsoni
Phaegoptera hampsoni är en fjärilsart som beskrevs av Rothschild 1909. Phaegoptera hampsoni ingår i släktet Phaegoptera och familjen björnspinnare. Inga underarter finns listade i Catalogue of Life.